# Allie Quigley
Alexandria "Allie" Quigley (Joliet, Illinois, 1986. június 20. –) amerikai-magyar kosárlabda-játékos, WNBA-játékos, jelenleg a Chicago Sky játékosa.

## Pályafutása

### Kezdeti évek
Quigley szülővárosában, az Egyesült Államokbeli Joliet városában kezdett kosárlabdázni, első komolyabb eredményei a középiskolában voltak. A Jolieti Katolikus Középiskola diákjaként röplabdában, kosárlabdában és softballban is kiemelkedően játszott, ő az első sportoló, aki három különböző sportágban is bekerült az iskolai csapatba és játszott a Chicago Sun-Times területi bajnokságban. Quigley szintén részt vett a 2004-es WBCA középiskolai All-America Game-en, ahová az ország húsz legjobb középiskolás lány kosárlabdázót hívják meg.

### Főiskolai pályafutása
A középiskola után a chicagói DePaul Egyetemen tanult, ahol szintén tagja volt az iskola kosárcsapatának, akik DePaul Blue Demons néven szerepelnek. A Blue Demons női csapata királykék-vörös színekben játszik az összamerikai egyetemi bajnokság első osztályában, meccseiket a Sullivan Athletic Centerben, vagy más néven a McGrath-Phillips Arenában játsszák.
Quigley 2004 és 2008 között játszott a DePaul Egyetem csapatában, itteni pályafutása alatt összesen 2078 pontot szerzett, amivel az egyetem történetének harmadik legeredményesebb játékosa.

### WNBA-s pályafutása
A főiskolai évek után, 2008-ban a Women NBA-ben szereplő Seattle Storm foglalta le a játékjogát, amiről azonban később lemondott a Washington állambeli csapat, így Quigley három nappal később a Phoenix Mercury csapatához szerződött. Bemutatkozására egy Minnesota Lynx elleni meccsen került sor, amelyen csapata 94-83-ra kikapott, első pontját a WNBA-ben pedig a Connecticut Sun ellen szerezte.
A 2009-es idényben újra a Phoenix csapatában játszott a WNBA-ben, összesen hat meccsen lépve pályára, átlagban 5.3 percet töltött a pályán. A következő két évben sem sikerült sokkal többet játszania az amerikai ligában: 2010-ben négy meccset játszott az Indiana Fever és három meccset a San Antonio Silver Stars csapatában.
2011 nyarán a Seattle Storm kötött vele egy hétnapos szerződést, ezalatt hét meccsen lépett pályára, köztük korábbi csapata a Phoenix Mercury ellen.

## Magánélete
Quigley-nek három testvére van, bátyja, Ryan, öccse, Jake és húga, Sam. Húga szintén a DePaul Egyetem csapatában kosarazik, bátyja pedig a Saint Xavier Egyetemen baseballozik. Quigley végzettsége szerint testnevelő tanár. 2012. június 5-én megkapta a magyar állampolgárságot.
2018 decemberében Amerikában összeházasodott a hozzá hasonlóan magyar válogatott Courtney Vandersloottal.